# Lietuvos socialdemokratų partija
De Sociaaldemocratische Partij Litouwen (Lietuvos socialdemokratų partija, LSDP) is de langst bestaande partij van Litouwen.
De LSDP is opgericht in 1896. Litouwen was op dat moment onderdeel van tsaristisch Rusland. De oprichters waren onderdeel van een ondergrondse marxistische beweging.
Onder de 13 oprichters waren Andrius Domaševičius, Alfonsas Moravskis en de latere president Kazys Grinius. Ook waren aanwezig enkele leden van een radicale jongerenbeweging, waaronder Feliks Dzerzjinski, het latere hoofd van de geheime dienst van de Sovjet-Unie. De LSDP had zich afgesplitst van andere marxisten, omdat zij ook nationalistische idealen hadden: zij streefden naar een onafhankelijk Litouwen. De illegale krant die door de partij werd uitgegeven was tweetalig: Litouws en Pools.
De jaren daarop werd de partij sterk vervolgd door de Ochrana, de tsaristische geheime dienst. Veel leiders van de partij werden gearresteerd en naar Siberië gestuurd. Anderen vluchtten naar het buitenland. In 1899 was de partij praktisch opgeheven.
Begin twintigste eeuw kwam er door een aantal jonge revolutionairen een nieuw elan. De LSDP was een van de belangrijkste partijen van de nationale vergadering: de Grote Seimas van Vilnius van 1905.
Na de Eerste Wereldoorlog was de LSDP een van de grootste politieke partijen van het toen onafhankelijke Litouwen. Na de verkiezingen van 1926 kwam de LSDP in de regering. Maar dat duurde maar kort: later in dat jaar werd er een staatsgreep gepleegd en kwam er een dictatoriaal bewind. In 1936 werden alle politieke partijen verboden.
De LSDP bestond vanaf die periode alleen in ballingschap. Die situatie bleef ongewijzigd, nadat op het eind van de Tweede Wereldoorlog Litouwen onderdeel was geworden van de Sovjet-Unie.
Na de val van het communisme in 1989 werd de LSDP heropgericht. De eerste tien jaar van de onafhankelijkheid van Litouwen haalde de partij slechts enkele zetels in de Seimas.
In 1999 kreeg de partij een nieuwe leider: Vytenis Andriukaitis en werden er besprekingen begonnen met de Litouwse Democratische Arbeiderspartij, de vroegere Communistische Partij van Litouwen. In 2001 fuseerden de beide partijen.
In 2004 haalde partij 20 zetels in de Seimas en leidde de partij een centrumlinkse coalitie-regering. In 2008 werden 25 zetels gehaald, maar er kwam toch een nieuwe centrumrechtse regering. In 2009 kreeg de partij een nieuwe partijleider: Algirdas Butkevičius. Later dat jaar werd deze tweede bij de presidentsverkiezingen. In 2012 werd de partij met 39 zetels de grootste. De partij vormde een coalitie met de Partij van de Arbeid, Orde en Recht en de Electorale Actie van Polen in Litouwen onder Algirdas Butkevičius. De Polen stapten in 2014 uit de regering.
Bij de verkiezingen van 2016 vielen de Sociaaldemocraten terug naar 17 zetels. De partij vormde toch een regering met de Litouwse Unie van Boeren en Groenen, de grote winnaar van die verkiezingen.
In september 2017 stapte de partij uit de regering, omdat de coalitiepartner een overeenkomst had gesloten met de oppositiepartij Vaderland Unie over het btw-tarief voor verwarming van gebouwen en hervormingen in de bosbouwsector. Minister Linas Linkevičius stapte naar aanleiding van de breuk uit de partij en ging verder als partijloos minister. In oktober 2017 viel de sociaaldemocratische fractie uiteen in een groep die gedoogsteun wilde blijven verlenen aan de regering en een groep die oppositie wilde voeren. Naar aanleiding van de splitsing stapte ook oud-premier Algirdas Butkevičius uit de partij.
Bij de verkiezingen van oktober 2020 haalde de LSDP 13 zetels. De afgesplitste Litouwse Sociaaldemocratische Arbeiderspartij, die voortkwam uit de sociaaldemocraten die gedoogsteun bleven geven aan de regering-Skvernelis, kreeg 3 zetels. 
Bij de verkiezingen van oktober 2024 was de LSDP de grote winnaar met 52 zetels. De Litouwse Sociaaldemocratische Arbeiderspartij, die zich inmiddels had omgedoopt in Partij voor de Regio’s, verdween uit het parlement. De sociaaldemocraten vormden een coalitie met twee nieuwe partijen, de Dageraad van Nemunas en de Democraten – voor Litouwen onder LSDP-premier Gintautas Paluckas.